# Département de Chicligasta
Le département de Chicligasta est une des 17 subdivisions de la province de Tucumán, en Argentine. Son chef-lieu est la ville de Concepción.
Le département a une superficie de 1 267 km2. Sa population était de 75 133 habitants, selon le recensement de 2001 (source : INDEC).

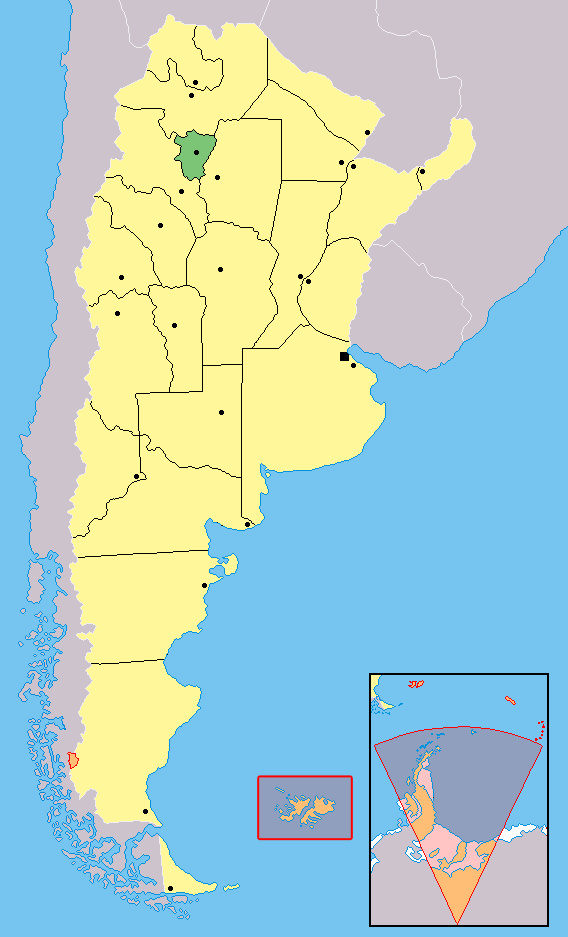
Localisation de la province de Tucumán en Argentine